# Conclave de 1644

Brasão papal de Sua Santidade o papa Inocêncio X

O Conclave de 1644 foi convocado com a morte do Papa Urbano VIII. Durou de 9 de agosto a 15 de setembro de 1644; os cardeais eleitores escolheu Giovanni Battista Pamphili, que assumiu o cargo como Papa Inocêncio X.

## Segundo plano
O Papa Urbano VIII morreu em 29 de julho de 1644. Seu reinado (que incluía a onerosa Primeira Guerra de Castro) foi financeiramente perturbador para Roma e para a Igreja, e o conflito pelo controle da Igreja entre Espanha e França e a Guerra dos Trinta Anos significou que muitos cardeais chegaram ao conclave buscando um compromisso que traria estabilidade à Igreja.
Mas o reinado de Urban também sujeitou a Igreja a seu notável nepotismo. Ele havia indicado três membros da família como cardeais; seu irmão Antonio Marcello Barberini e seus dois sobrinhos, Francesco Barberini e Antonio Barberini. Seus sobrinhos, especialmente, estavam ansiosos por reter a riqueza, o poder e a propriedade que acumularam durante o reinado de seu tio, e ambos procuraram mover o conclave a seu favor.
Começaram contratando, segundo boatos, bandos de bandidos e mercenários perambulavam pelas ruas da cidade, causando problemas, criando ruídos e geralmente tornando desconfortável para os cardeais dentro do conclave.

## Conclave
Ana da Áustria, rainha francesa mãe e irmã de Filipe IV de Espanha, afirmou que nenhum dos cardeais mais velhos nomeados pelo papa pró-espanhol Paulo V deveria ser eleito para o trono papal.
Francesco Barberini ficou do lado dos cardeais leais à Espanha. Urbano VIII tinha sido um francófilo forte e o clima do conclave estava com a Espanha desde o início. Antonio, sob a direção do cardeal Jules Mazarin , ficou do lado dos cardeais leais à França e recebeu apoio dos franceses com quem ele compraria votos duvidosos. Maria Antonietta Visceglia sugere que pode ter sido parte da estratégia da Espanha dividir a influência da família Barberini.
Com os Habsburgos na Espanha, bem como no Império, os resultados de uma eleição papal frequentemente dependiam da força, ou da falta dela, de grupos anti-Espanha, e se estes poderiam se unir. O protodiácono do conclave, cardeal Carlo de 'Medici, liderou uma coalizão de prestígio de cardeais-príncipes italianos não alinhados, ligados à aristocracia romana. A prática de Urban de concentrar o poder e as nomeações curiais em sua família e aquelas relacionadas a seus parentes foi uma decepção para aqueles príncipes muito cardeais instrumentais em sua eleição.
Antonio Barberini continuou a promover a candidatura do cardeal Sacchetti, de acordo com a política francesa. Urbano VIII e sua família haviam sido tão parciais com os franceses que os imperialistas e os espanhóis estavam determinados a não eleger nenhum defensor dos interesses franceses. Em 9 de agosto, o cardeal espanhol Gil de Albornoz apresentou um veto contra Sacchetti, assinado pelo rei. O cardeal Antonio Barberini deixou claro que os Barberini estavam preparados para permanecer no conclave até que todos morressem antes de permitir que alguém que não era membro de sua facção fosse eleito papa e que seu candidato era Sacchetti. O efeito, no entanto, foi aumentar a oposição a Sacchetti.
O embaixador francês, Saint-Chamont, ficou alarmado com os relatos do movimento das tropas napolitanas espanholas na fronteira sul dos Estados papais. Ele temia que isso pudesse ser uma invasão, com o objetivo de capturar o Colégio de Cardeais e forçar a eleição de um papa favorável ao interesse espanhol. Ele garantiu aos cardeais o apoio total dos franceses e informou-os de que o marechal de Brézé estava em Marselha, com uma frota e tropas, preparadas para correr para a assistência do Colégio de Cardeais. Havia também tropas francesas na Lombardia e na Sabóia que poderiam ser chamadas a defender os Estados papais, se necessário. Garantias semelhantes foram oferecidas pelo embaixador espanhol e pelo príncipe de Parma. Nada veio do barulho do sabre, exceto para enervar alguns membros do Colégio Sagrado.
O cardeal Jules Mazarin ficou furioso e culpou o embaixador que, por sua vez, afirmou que Antonio Barberini havia incluído a cláusula como seu próprio acordo como desculpa para ligar os franceses e tomar partido dos espanhóis. Mazarin, desejoso de manter boas relações com os Barberini, lembrou-se do embaixador e continuou a apoiar os Barberini. Mazarin mais tarde forneceu abrigo para os sobrinhos de Barberini (incluindo o irmão dos cardeais, Taddeo Barberini) depois que Inocêncio X os investigou e se exilou em Paris.

## Eleição de Inocêncio X
Embora não seja necessário, Francesco Barberini respondeu com uma oferta generosa da delegação espanhola, que incluía uma promessa de proteção do rei Filipe IV da Espanha para os Barberini (incluindo o próprio Francesco). Antonio e sua delegação concordou e na manhã seguinte, em 15 de setembro de 1644, Pamphili foi eleito e assumiu o trono papal como Papa Inocêncio X.
Uma das primeiras ordens de negócios de Inocêncio X foi ordenar a remoção dos soldados que guardavam os vários palácios, príncipes, embaixadores e outros notáveis. Ele também dissolveu as tropas montadas e os soldados de infantaria recrutados para que Roma fosse menos um campo armado.
Furioso com o poder que a eleição de Inocêncio deu a sua já cunhada, Olimpia Maidalchini, dizia-se que o cardeal Alessandro Bichi exclamou: "Acabamos de eleger um papa". Os apoiadores de Bichi e a delegação francesa penduraram faixas nas igrejas que a chamavam de "Papa Olímpia I".